# 菊池山哉
菊池 山哉（きくち さんさい、1890年10月29日 - 1966年11月17日）は、東京府出身の郷土史家、土木技師、政治家（東京市会議員）。本名菊池武治。
部落史研究としては被差別部落民を異民族起源とする説を唱え、賛否両論を呼んだが現在この説は退けられている。 

## 経歴
1890年10月29日 - 東京府府中驛字新宿（現：府中市宮町）に生まれる。1904年 - 府中町立高等小学校を首席卒業。1906年1月まで私塾至誠学舎と原田塾に通い、数学と漢学を修める。2月に工手学校（現在の工学院大学）の土木予科に入学。
1908年、東京府雇の技手判任官となる。1912年、東京府を退官し、東京市役所河港課に転じる。同年、東京人類学会と歴史地理学会と考古学会に入会。1916年、河港課護岸堤防設計ならびに検査主任となる。1923年、自費出版した『穢多族に関する研究』が全国水平社から差別図書とされ、糾弾を受ける。同年、関東大震災発生。公園課の職員として救援活動に尽力し、東京市長から感謝状を受ける。同年、東京市を退職。
1924年、前田侯爵家から深川の海面や鴨池15万坪の埋立工事ならびに護岸工事を請け負う。続いて、同地の開発経営の管理人となる。1925年、深川区区画整理委員となる。1933年、多麻史談会を創立。季刊誌『多麻史談』を発行。以後、同誌に論文を発表。
1942年、深川区翼賛壮年団の結成に努力。推されて同団の総務に就任。1943年、翼賛選挙に推され、東京市会議員に当選。市議会で深川地盤沈下問題を取り上げ、防波堤建設の必要性を説く。1945年3月9日、大空襲の被害を受け、東京都北多摩郡多磨村小田分に移住。1946年、神奈川県足柄下郡箱根村小涌谷に転居。同年、東京都北多摩郡府中町蛇窪（現：府中市浅間町）に転居。
1956年、府中市文化財専門委員会議長となる。1959年、東京都文化財臨時専門委員となる。1961年、府中市史編纂委員会副委員長・監修者となる。1966年11月17日、死去。墓所は多磨霊園。

## 出版・寄稿
- 1915年4月 - 『郷土研究』3巻6号に「平家の末と称する特殊部落」を初めて発表。
- 1920年8月 - 『武蔵野』3巻2号に「三股考」を発表。
- 1921年4月 - 『武蔵野』4巻1号に「牛島と庵崎に就いて」を発表。
- 1923年7月 - 『穢多族に関する研究』を自費出版。
- 1927年9月 - 『先住民族と賤民族の研究』を自費出版。
- 1930年12月 - 『旅と伝説』3巻12号に「甲州奈良田の人々」を発表。
- 1931年3月 - 『人類学雑誌』46巻5号に「岩手県二戸郡二戸町石器時代遺跡に付て」を発表。
- 1933年2月 - 『人情地理』1巻2号に「長吏に就て」を発表。
- 1935年8月 - 『沈み行く東京』を出版。
- 1946年4月～1947年10月 - 『多麻史談』13～16巻に「科野之長吏」、「甲駿豆之長吏」、「相模之長吏」、「武蔵之長吏」、「近畿之長吏」、「六十余州之長吏」、「別所と俘囚」、「長吏の研究」他を次々発表。
- 1953年 - 1月、『長吏と特殊部落』を出版。9月、『西郊文化』5輯に「乗潴駅所在考」を発表。
- 1956年 - 1月、『武蔵野』35巻1号に「白山神について」を発表。9月、『五百年前の東京』を出版。
- 1957年12月～1961年4月 - 『東京史談』25～29巻に「日本の特殊部落」を発表。
- 1961年1月～1962年2月 - 『信濃』13～14巻に「東国特殊部落の始源に就いて」を発表。
- 1962年6月 - 『日本上古史研究』6巻6号に「別所とエトリの問題」を発表。
- 1966年 - 9月、『天ノ朝と蝦夷』、11月『別所と特殊部落の研究』を出版。
- 1967年5月 - 遺著『東国の歴史と史跡』が没後出版。